# Luftsportverein Dinslaken

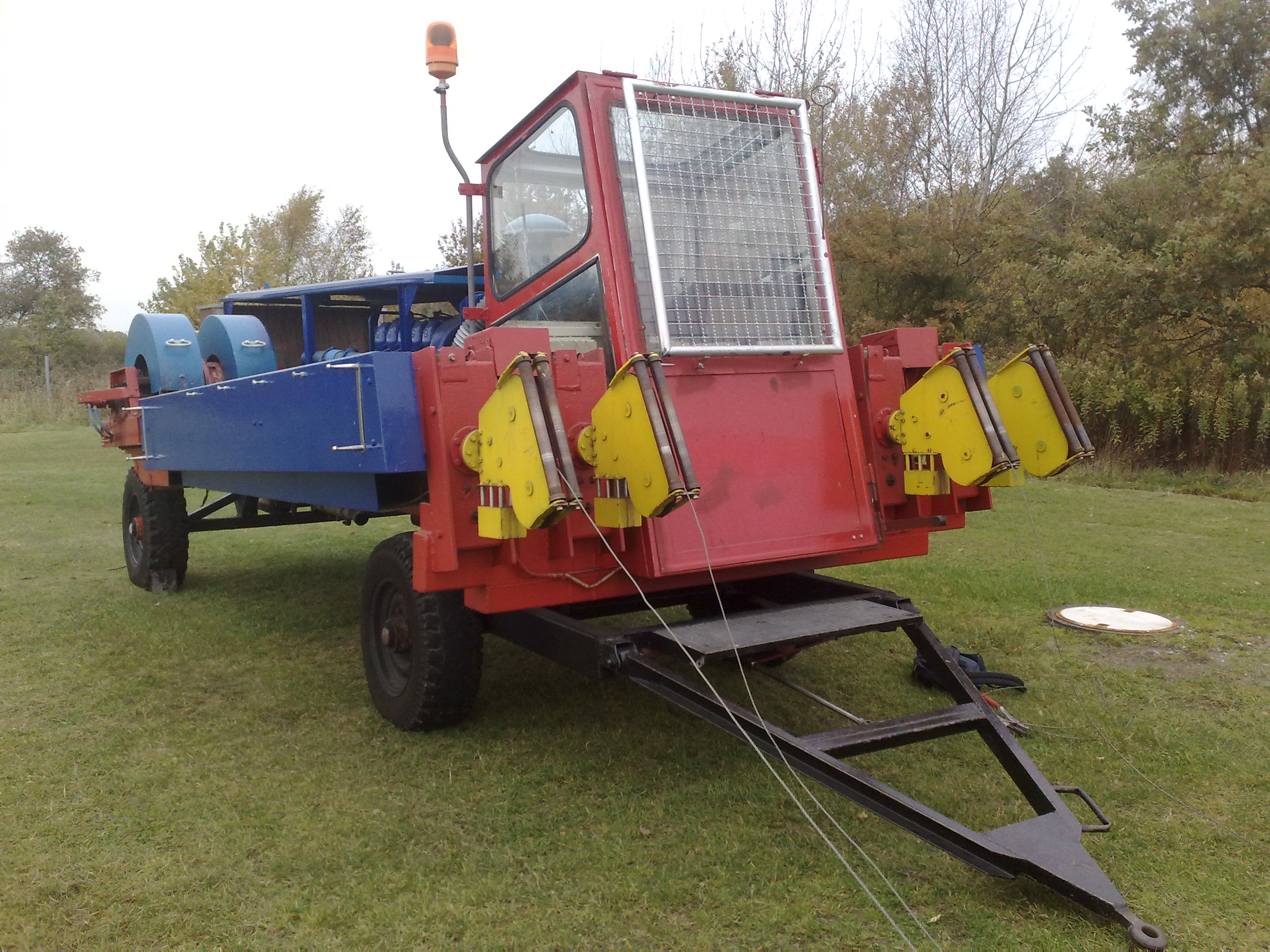
4 Trommel Winde

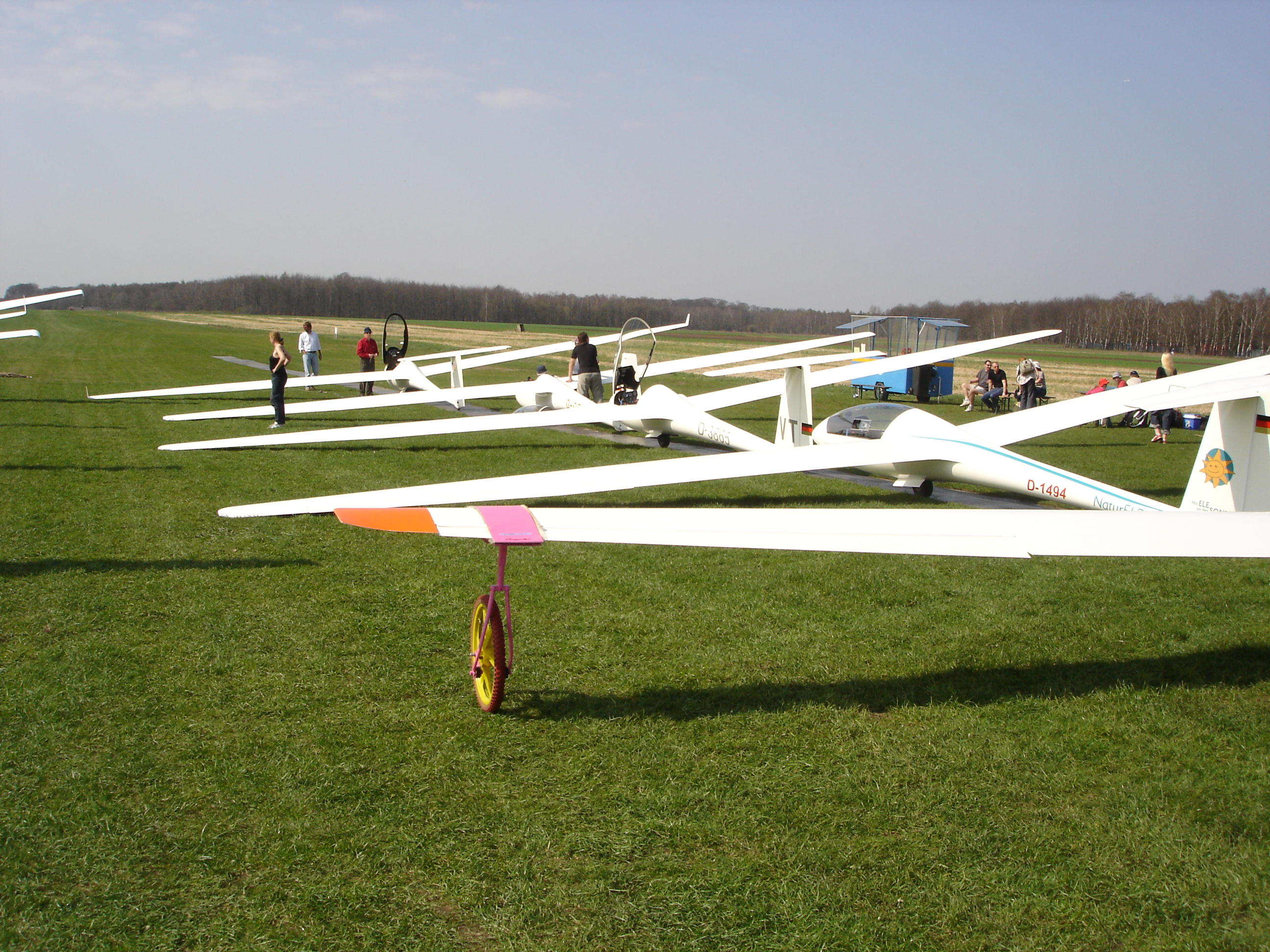
Segelflugstart in Dinslaken

Der  Luftsportverein Dinslaken e. V.  ist ein gemeinnütziger Verein, der am 6. Juni 1951 in Dinslaken gegründet wurde. Er ist Mitglied im Deutschen Aero Club und eingetragen im Vereinsregister.

## Geschichte
Ehemalige Flieger aus dem Raum Dinslaken, die 1930 in den Sandbergen bei Friedrichsfeld und am Auberg in Mülheim geflogen sind, hatten die Absicht, bei Wiederzulassung des Luftsports in Deutschland wieder mit dem Flugbetrieb zu beginnen. So setzte sich die Ansicht durch, um nicht mehr in mehreren getrennten Gruppen zu fliegen, einen Verein auf Kreisebene zu gründen. Die ersten Jahre war der Verein auf dem Flugplatz Wesel beheimatet und zog 1959 auf das Gelände „Schwarze Heide“ um, auf dem sich im Zweiten Weltkrieg ein Feldflugplatz befand. Der Luftsportverein Kreis Dinslaken e.V. betrieb bis in die 70er Jahre eine Werkstatt in Duisburg-Wehofen für die Holzarbeiten, und eine Werkstatt im Drahtwerk F. Meyer für Metallarbeiten, um Segelflugzeuge selber zu bauen.
Der Luftsportverein hatte bis zum Jahr 2002 eine Motorfluggruppe, die ausgegliedert wurde und nun Motorfluggruppe Dinslaken Schwarze-Heide e. V. (MDSH) heißt.
Aktuell fliegt der Luftsportverein in der 2. Segelflug Bundesliga.

## Ausbildung
Im Verein kann die Lizenz für Segelflug SPL und LAPL(S) und Motorsegler (TMG) erworben werden. Die praktische/theoretische Ausbildung wird durch ehrenamtliche Fluglehrer durchgeführt. Die Anfängerschulung beginnt mit dem Doppelsitzer (ASK 21), wo grundlegenden Fähigkeiten vermittelt werden. Ist der Flugschüler im Besitz der A-Prüfung und kann 10 Starts im Alleinflug auf dem Doppelsitzer nachweisen, wird er auf einen Einsitzer umgeschult (LS 4). Überlandflug wird im Doppelsitzer vermittelt.

## Flugzeuge und Startwinde
Der Luftsportverein betreibt derzeit eine Eigenbau 4-Trommel Startwinde, und folgende Flugzeuge:
| Vereinsflugzeuge                                                                          | Privatflugzeuge                                             |   |
| ----------------------------------------------------------------------------------------- | ----------------------------------------------------------- | - |
| - 1 × ASK 21 - 1 × LS 4 - 1 × Discus 2b - 1 × Duo Discus - 1× Duo Discus XLT - 1 × DG-300 | - 2 × ASG 29-18 E - 1 × Arcus T - 1 × L13 VIVAT Motorsegler | - |

Ehemalige Segelflugzeuge
Mü 13 E, Grunau Baby II, Ka 2, K 7, Ka 6, K 8, Phoebus, SB 5, LS 1f, Std. Cirrus, ASK 13, ASW 17, ASW 15, Cirrus, ASW 19, ASW 20, ASK 21, Astir CS, SZD 55, Janus, Rhönlerche, * 1 × ASW 20
Ehemalige Schleppflugzeuge
Klemm Kl 107 C, Morane 180, Bolkow 207
Ehemalige Winden
1 Trommel Winde Eigenbau, 2 Trommel Winde Werksfertigung Tost

## Sportliche Erfolge
Aus dem Verein sind Landesmeister, Weltrekordhalter, Deutsche Meister und Europameister im Wettbewerbssegelflug hervorgegangen. Im nationalen D-, C- und A-Kader waren und sind Mitglieder des LSV Dinslaken vertreten:
Gundula Goeke
1995 Vize-Europameister der Damen, 1996 Deutscher Meister der Damen, 1997 Europameister der Damen, 1998 Deutscher Meister der Damen
Brigitte Brünning
Teilnahme an allen (insgesamt 11) DM der Frauen seit 1986, mehrere deutsche Klassenrekorde der Frauen
Annette Klossok
2000 Teilnahme an der ersten Segelflugweltmeisterschaft der Frauen
Alexander Tummes
1998 Landesjuniorenmeister der Standardklasse
Siegfried Baumgartl
Zweimaliger Gewinner beim Barron Hilton Cup im Jahre 1991 & 2006, 23 Jahre Mitglied der deutschen Nationalmannschaft, Landestrainer in NRW und Stützpunktleiter Dinslaken seit 1982
Im Dezember 2006 stellte Siegfried Baumgartl in Namibia mit einem Ventus cM einen bis heute (Stand August 2012) gültigen Geschwindigkeits-Weltrekord über eine Strecke von 750 km (FAI-Dreieck) auf. Außerdem hält er mehrere deutsche Segelflugrekorde.
- 1968 deutscher Rekord über 528,7 km mit dem Schuldoppelsitzer Ka 7 durch Walter Schewe und Siegfried Baumgartl
- 1972 Weltrekord über 714 km mit dem Schuldoppelsitzer ASK 13 durch Walter Schewe und Siegfried Baumgartl
- 1973 und 1974 Bundessieger im dezentralen Wettbewerb, Mannschaftswertung der Junioren mit Karl-Wilhelm Klossok, Fritz Schewe und Winfried Schulz
- 1974 erster Streckenflug mit mehr als 1000 km von der Schwarzen Heide durch Siegfried Baumgartl